# NGC 2757
NGC 2757 este o galaxie situată în constelația Hidra. A fost descoperită în 1886 de către .